# كيفن سالازار
كيفن سالازار (بالإسبانية: Kevin David Salazar)‏ (9 فبراير 1996 ببوغوتا في كولومبيا - ) هو لاعب كرة قدم كولومبي في مركز الوسط.

## وصلات خارجية
- كيفن سالازار على موقع قاعدة بيانات كرة القدم.إي يو (الإنجليزية)
- كيفن سالازار على موقع Soccerway.com (الإنجليزية)
- كيفن سالازار على موقع AS.com (الإسبانية)